# Tok topline
Tok topline je definiran kao:
{\displaystyle H={\frac {dQ}{dt}}=-\lambda S{\frac {dT}{dx}}},
gdje je {\displaystyle \lambda } termička vodljivost tvari, a S površina.